# Атаманов, Дарья
Дарья Атаманов (ивр. דריה אטמנוב‎; род. 6 декабря 2005, Тель-Авив) — израильская спортсменка, выступающая в соревнованиях в художественной гимнастике. Бронзовый призёр чемпионата мира в многоборье (2023),чемпионка Европы (2022) в индивидуальном многоборье, чемпионка юношеского чемпионата Европы (2020) и Всемирных игр (2022) в отдельных упражнениях.

## Биография
Родилась в 2005 году в Тель-Авиве в семье репатриантов из Томска Анатолия и Евгении Атамановых. В детстве занималась танцами, с семи лет начала посещать секцию гимнастики. Выступает за клуб «Хапоэль» (Ришон-ле-Цион). Тренируется у Айелет Зусман, с 2022 года с молодой спортсменкой также работает олимпийская чемпионка Линой Ашрам, также жительница Ришон-ле-Циона.
Природная гибкость, талант и трудолюбие обеспечили спортсменке место в юниорской сборной Израиля. Дважды подряд (в 2019 и 2020 годах) она побеждала в юниорском первенстве страны, а во второй год на чемпионате Европы среди девушек завоевала 4 медали — золотую (в упражнениях с булавами), 2 серебряных и бронзовую.
В 2022 году стала чемпионкой Израиля в индивидуальном многоборье среди взрослых и включена в национальную сборную Израиля. На этапе Кубка мира в Афинах завоевала серебряную медаль в многоборье и по две золотых и серебряных медали в отдельных дисциплинах. На следующем этапе, в Баку, заняла в отдельных дисциплинах одно первое и одно второе место, оставшись четвёртой в многоборье. На чемпионате Европы, проходившем в Тель-Авиве в июне того же года в отсутствие российских и белорусских гимнасток, неожиданно завоевала чемпионский титул в многоборье, опередив считавшихся фаворитками Боряну Калейн и Софию Раффаэли. Кроме этого, трижды стала серебряным призёром в отдельных упражнениях (с булавами, обручем и лентой). На Всемирных играх, проходивших в США в июле, победила в упражнениях с мячом и лентой, став единственной участницей, завоевавшей титул больше чем в одной дисциплине. В конце августа на этапе Кубка вызова в Клуж-Напоке (Румыния) осталась третьей в многоборье, но завоевала первое место в упражнениях с мячом. Перед началом чемпионата мира повредила на разминке ступню и была вынуждена отказаться от участия в соревнованиях.
Израильтянка вернулась к соревнованиям через год, к чемпионату мира 2023 года. Она не показала хороших результатов в отдельных упражнениях, попав только в два финала из четырёх и заняв места не выше пятого. В многоборье Атаманов попала в финал с седьмой позиции и также не рассматривалась как кандидатка на место на подиуме, но ровно выступила во всех упражнениях и поднялась на третье место.